# 920

## Рођења
- Википедија:Непознат датум — Луј IV Прекоморски, француски краљ (†954)

- 17. децембар – Роман I се крунисао за ко-цара Византијског царства. Он дели трон са 15-годишњим Константином VII (његовим зетом) и гради алтернативну палату у Цариграду са суседним манастиром у близини Велике палате. Иако је Константин задржао своју формалну позицију првог на листи протокола, Роман постаје једини владар.
- 920-921 — Поход Бугара и кнеза Захарија Прибислављевића, сина кнеза Прибислава, на српског кнеза Петра Гојниковића. Поход се завршио победом војске кнеза Захарије и протеривањем српског кнеза Петра.
- Племићи Лотарингије под Гилбертом, војводом од Лорене, побунили су се против краља Карла III. Они признају краља Хенрија I као свог суверена. Карло врши инвазију на Лотарингију све до Пфедерсхајма (близу Вормса), али се повлачи када сазна да Хенри мобилише војску да нападне Краљевство Западне Франачке.
- Хенри I осваја Утрехт (данашња Холандија), који је већ 70 година у поседу Викинга. Балдерик, бискуп Утрехта, помера своје седиште из Девентера у Утрехт.
- 26. јул — У бици код Валдејункере, муслиманске снаге емира Абдурахмана III од Кордобе, поразиле су хришћанске војске краља Ордоња II од Леона и краља Санча I од Памплоне. Одлучујућа битка код Вал де Јункере одвија се након Емировог превентивног удара и његове инвазије на горњу долину Доура и заузимања Осме. Арапска војска наставља до горњег Ебра, обнављајући и попуњавајући гарнизоне уз помоћ  Омајада у региону.
- Златно доба Царства Гане почиње у Африци .
- Цар Таизу из Китанског царства наређује усвајање писаног писма од стране Китана, што је резултирало стварањем китанског „великог писма“.